# Juliana Lohmann
Juliana Lohmann (anhörenⓘ; * 1. September 1989 als Juliana Ragghianti Lohmann Cardoso in Niterói, Rio de Janeiro) ist eine brasilianische Schauspielerin und Model.

## Leben
Juliana Lohmann wurde 1989 als Tochter des Surfers André Lohmann Cardoso und der Schauspielerin Carla Ragghianti geboren. 1998 wurde ein Agent bei einer öffentlichen Fußballübertragung auf sie aufmerksam und lud sie zu einem Model-Casting ein. Drei Jahre später bekam sie ihre erste Fernsehrolle in der Seifenoper Malhação. In den kommenden Jahren stand sie auf den Besetzungslisten verschiedener Soaps und Telenovelas brasilianischer Sender.
2007 trat Lohmann bei der Modenschau Fashion Rio in Rio de Janeiro als Model auf. Im selben Jahr spielte sie in der Fernsehserie Mandrake eine Prostituierte und machte für die Internetseite Paparazzo des Senders TV Globo erotische Aufnahmen, die von dem Roman Lolita des Schriftstellers Vladimir Nabokov inspiriert waren.
Im Dezember 2009 veröffentlichte sie zusammen mit ihren Freunden und Kollegen Lara Gay und Michelly Barros das Buch Ela a Outra e Eu.

## Filmografie

### TV
- 2001: Malhação
- 2002: O Beijo do Vampiro
- 2004: Um Só Coração
- 2004: Começar de Novo
- 2005: Malhação
- 2006: A Diarista
- 2006: Vidas Opostas
- 2007: Mandrake
- 2008: Chamas da Vida
- 2011: Sansão e Dalila
- 2011: Malhação
- 2013: A Grande Família
- 2015: As Canalhas
- 2015: I Love Paraisópolis

### Film
- 2011: Malu de Bicicleta
- 2011: Teus Olhos Meus
- 2013: Faroeste Caboclo